# زيفا رودانن
زيفا رودانن (بالعبرية: זיוה רודן-שפיר‏) هي فنانة صامتة وممثلة إسرائيلية، ولدت في 2 مارس 1933 في إسرائيل.

## أعمال

### مسلسلات
- باتمان

## وصلات خارجية
- زيفا رودانن على موقع IMDb (الإنجليزية)
- زيفا رودانن على موقع ألو سيني (الفرنسية)
- زيفا رودانن على موقع قاعدة بيانات الأفلام السويدية (السويدية)
- زيفا رودانن على موقع إن إن دي بي (الإنجليزية)
- زيفا رودانن على موقع قاعدة بيانات الفيلم (الإنجليزية)
- زيفا رودانن على موقع كينوبويسك (الروسية)